# Кейп-Бретон степ
Кейп-Бретон степ (англ. Cape Breton Step) — разновидность шотландского танца в жёсткой обуви. Однако, судя по названию, этот вид танцев имеет самое прямое отношение к острову Кейп-Бретон, который находится в Канаде. Почему тогда это шотландский вид танца? В XVIII—XIX веках, под влиянием экономических неурядиц, английских репрессий или просто в поисках лучшей доли, множество жителей северной части Шотландии и Гебридских островов эмигрировали в Канаду. Потомки переселенцев сумели сохранить свои гельские традиции и в частности, культуру танца. В Шотландии, где традиции долго и успешно подавлялись английскими властями, степовый танец был практически утерян.

## Основные принципы кейп-бретон степа
Кейп-Бретон степ имеет схожие черты с ирландским степом, особенно с его старым стилем (ирл.  — sean nós). Основные различия есть в музыкальном сопровождении, как и старом ирландском стиле, в кейп-бретон степе используется обычная обувь с кожаной жесткой подошвой. Манера исполнения кейп-бретон степа называется: «Close to the floor», — все движения ногами совершаются близко к земле, высокие размашистые движения ногами не считаются показателем мастерства танцора.

## Музыкальное сопровождение
Основным музыкальным инструментом, под который танцевали и танцуют кейп-бретон степ, является скрипка, но с использованием особого стиля, унаследованного от манеры игры в северной части Шотландии. Все другие инструменты: банджо, фортепиано или аккордеон имеют в музыкальном сопровождении второстепенную роль.
Известный канадский музыкант Сенди МакИнтайр (Sandy MacIntyre), так отзывался об этом стиле игры:

«Когда мы играем на скрипке, мы автоматически думаем о танце. Например, для страспея мы используем более ровный и плавный ритм, в отличие от современных скрипачей Шотландии, которые играют в гораздо более строгом, явном и жестком темпе. Канадский стиль игры на скрипке — это огромная движущая сила, которая поднимает танцоров на ноги и заставляет танцевать даже тех, кто слышит её впервые. Мы, поддерживаем ритм музыки, отбивая удары ногами… используя разные удары в зависимости от темпа».

## Современность
В «большом мире» кейп-бретон степ стал известен под влиянием возрождения интереса к гэльской шотландской культуре, музыке и, разумеется, танцам. Характерная манера игры на скрипке, оригинальный степ под страспейные, риловые или джиговые композиции, — всё это отсылает нас к островной культуре северной части Шотландии.
В наши дни, в Шотландии, люди старшего поколения помнили и знали степовые шаги, которым научились в детстве у своих родителей. Однако они предпочитают молчать о своих знаниях, их «старые» танцы, как казалось, совсем не вписывались в стройную картину «правильных танцев». Один из показательных случаев произошел в Шотландии с молодой женщиной чемпионом в различных соревнованиях по Хайланду. Когда она писала диссертацию по теме истории шотландских танцев, её изыскания касались и кейп-бретон степа. Каково же было её изумление, когда оказалось, что её собственная мать (которой было уже за 70 лет) знает и может исполнить свой собственный набор степовых шагов! Пожилая женщина выучила их в детстве, но никогда даже не упоминала о своем умении, пока случайно не увидела видеозапись с кейп-бретон степом. Она боялась, что её дочь, которую научили танцевать «правильно», засмеет её «неправильные» деревенские танцы.
Жители острова Кейп-Бретон, для которых традиция степового танца не прерывалась утверждают, что их танцы не носят соревновательного характера и их можно танцевать где душе угодно и в пабе и на кухне с друзьями. Главное, — танцевать для собственного удовольствия и разделять это удовольствие со своими друзьями.